# Carsten Engtoft Holgaard
Carsten Engtoft Holgaard (født 31. marts 1968 i København) er en dansk arkitekt.
Carsten Holgaard er uddannet fra Danmarks Designskole i 1991 og fra Det Kongelige Danske Kunstakademis Arkitektskole i 1997.
Carsten Engtoft Holgaard har undervist på Kunstakademiets arkitektskole i perioden 1997 – 2004
I perioden 2011-2016 har Carsten været medlem af bestyrelsen for Det kongelig Danske Kunstakademis skoler for Arkitektur, Design og Restaurering.
Carsten Engtoft Holgaard debuterede på Charlottenborg Forårsudstilling i 1998 og deltog efterfølgende på efterårsudstillingerne i 1998 og 1999. Carsten er medlem af kunstnersamfundet og er indvalgt i Akademiet. I perioder har han været medlem af Akademirådets jury og er i dag medlem af Akademirådets kirkekunstudvalg.
Carsten har modtaget Frits Schlegels Legat 1999, Eckersberg Medaillen 2015, Nykredits Arkitekturpris 2016
I 2004 blev Holgaard arkitekter grundlagt. Tegnestuen har opført en række præmierede byggerier primært omkring København og har modtaget en række præmieringer i danske og internationale arkitektkonkurrencer.
 Der er for få eller ingen kildehenvisninger i denne artikel, hvilket er et problem. Du kan hjælpe ved at angive troværdige kilder til de påstande, som fremføres i artiklen.